# 肖爾克里克埃斯泰茨 (密蘇里州)
肖爾克里克埃斯泰茨（英語：Shoal Creek Estates）是位於美國密蘇里州牛頓縣的村。

## 人口
根據2020年美國人口普查的數據，肖爾克里克埃斯泰茨的面積為0.30平方千米，皆為陸地。當地共有人口107人，而人口密度為每平方千米357人。